# Championnat de France de football 1902 (USFSA)
Navigation
Championnat 1901 Championnat 1903
Le championnat de France de football 1902 de l'USFSA est la 9e édition du championnat de France organisé par l'Union des sociétés françaises de sports athlétiques (USFSA).
Elle a lieu les 13 et 20 avril 1902 et oppose en phase à élimination directe quatre clubs ayant remporté leur championnat régional.
Le RC roubaisien, champion du Nord, remporte le titre en s'imposant en finale face au Racing Club de France, champion de Paris, en marquant le but vainqueur lors de la sixième prolongation, après près de trois heures de jeu.

## Championnat de France

### Participants
Les quatre participants sont les vainqueurs des championnats régionaux :
| Championnat | Champion                   | Part. | Titres |
| ----------- | -------------------------- | ----- | ------ |
| Centre-Est  | Sport athlétique sézannais | 1er   | 0      |
| Manche      | Le Havre Athletic Club     | 4e    | 2      |
| Nord        | Racing Club roubaisien     | 1er   | 0      |
| Paris       | Racing Club de France      | 1er   | 0      |

L'Olympique de Marseille, champion du Littoral, « ne semble pas vouloir disputer le championnat de France » selon Le Vélo du 28 février 1902.

### Tableau
|  | Demi-finales                      | Demi-finales            |           |    | Finale                            | Finale                            |
|  | Demi-finales                      | Demi-finales            |           |    | Finale                            | Finale                            |
|  |                                   |                         |           |    |                                   |                                   |
|  | 13 avril 1902, Le Havre           | 13 avril 1902, Le Havre |           |    | 20 avril 1902, Bécon les Bruyères | 20 avril 1902, Bécon les Bruyères |
|  | 13 avril 1902, Le Havre           | 13 avril 1902, Le Havre |           |    | 20 avril 1902, Bécon les Bruyères | 20 avril 1902, Bécon les Bruyères |
|  | Le Havre AC                       | 1                       |           |    | 20 avril 1902, Bécon les Bruyères | 20 avril 1902, Bécon les Bruyères |
|  | Le Havre AC                       | 1                       |           |    | 20 avril 1902, Bécon les Bruyères | 20 avril 1902, Bécon les Bruyères |
|  | RC France                         | 5                       |           |    | 20 avril 1902, Bécon les Bruyères | 20 avril 1902, Bécon les Bruyères |
|  | RC France                         | 5                       | RC France | 3  |                                   |                                   |
|  | 13 avril 1902, Bécon les Bruyères |                         | RC France | 3  |                                   |                                   |
|  |                                   | RC roubaisien           | 4         |    |                                   |                                   |
|  | RC roubaisien                     | RC roubaisien           | 4         | 12 |                                   |                                   |
|  | RC roubaisien                     |                         |           | 12 |                                   |                                   |
|  | SA sézannais                      | 1                       |           |    |                                   |                                   |
|  | SA sézannais                      | 1                       |           |    |                                   |                                   |

### Demi-finales
Les demi-finales ont lieu le dimanche 13 avril 1902,,,.
| Demi-finale            | Le Havre AC                                                                                               | 1 – 5   | RC France                                                                                   |                                                                                                |                                                                                                |
| Dimanche 13 avril 1902 | Lelaumier 10e                                                                                             | (1 – 1) | vers 43 Aghad · ? Gorse · ? Gorse · ? Puget · vers 85 Aghad                                 | Terrain de Sanvic, Le Havre Spectateurs : Environ 3 000 Arbitrage : M. Garnier (Club français) | Terrain de Sanvic, Le Havre Spectateurs : Environ 3 000 Arbitrage : M. Garnier (Club français) |
| Dimanche 13 avril 1902 | Wood - A. Wilkes, Helly - Coulon, C. Wilkes, J. Mason - Lewis, Lejentilhomme, Carré , Lelaumier, Dubreuil | Équipes | A. T'Kint - Matthey, Allemane - Zeiger, Goubeau, Tunmer - Puget, Mathey, Gorse, Aghad, Hely | Terrain de Sanvic, Le Havre Spectateurs : Environ 3 000 Arbitrage : M. Garnier (Club français) | Terrain de Sanvic, Le Havre Spectateurs : Environ 3 000 Arbitrage : M. Garnier (Club français) |

| Demi-finale            | RC roubaisien                                                                                                | 12 – 10 | SA sézannais                                                                                     |                                                            |                                                            |
| Dimanche 13 avril 1902 | | (–)     |                                                                                                  | Terrain de Bécon, Bécon-les-Bruyères Arbitrage : M. Lamett | Terrain de Bécon, Bécon-les-Bruyères Arbitrage : M. Lamett |
| Dimanche 13 avril 1902 | Ém. Lesur – Waulle, Er. Lesur – L. Dubly, Waclès, Mongey – Sartorius, Gadenne, A. Dubly, Lefebvre, Hargraeve | Équipes | Macabre - Paternoster, Gonet - Petit, Fortrat, Méline - Tellié , Emard, Gaillard, Callot, Galand | Terrain de Bécon, Bécon-les-Bruyères Arbitrage : M. Lamett | Terrain de Bécon, Bécon-les-Bruyères Arbitrage : M. Lamett |

### Finale
Les équipes sont celles annoncées dans la presse la veille du match. Côté RC France, l'Allemand Walter Aghad ne peut tenir sa place. Il est remplacé par Graham, qui jouera demi, faisant passer Ziegler dans la ligne d'avant. L'équipe du RC roubaisien est quant à elle inchangée. 
Le score est d'un but partout à la mi-temps. Graham, blessé au genou, doit quitter le terrain au début de la deuxième mi-temps, laissant le RC France finir la rencontre à dix. Malgré cela, les Parisiens mettent deux buts et prennent l'avantage par trois buts à un, mais les Roubaisiens marquent aussi deux fois, égalisant à deux minutes de la fin du match par Émile Sartorius.
Il n'y a alors pas vraiment de règlement pour déterminer le vainqueur. L'arbitre Jack Wood décide faire jouer des prolongations de quinze minutes, avec but vainqueur. Le match semble interminable ; le RC Roubaix finit par marquer à cinq minutes de la fin de la sixième prolongation, après près de trois heures de jeu, grâce à un tir de 50 mètres de Peacock,,,,,,
| Finale                         | RC roubaisien                                                                                                 | 4 – 3 a. p. | RC France |                                                            |                                                            |
| Dimanche 20 avril 1902 14 h 30 | L. Dubly 10e · Hargrave · Sartorius 88e · Peacock 175e                                                        | (1 – 1)     | 20e R. Matthey · R. Matthey · Puget                                                                                          | Terrain de Bécon, Bécon-les-Bruyères Arbitrage : Jack Wood | Terrain de Bécon, Bécon-les-Bruyères Arbitrage : Jack Wood |
| Dimanche 20 avril 1902 14 h 30 | Ém. Lesur – Scott, Er. Lesur – L. Dubly , Peacock, Mongey – Sartorius, Gadenne, A. Dubly, Lefebvre, Hargraeve | Équipes     | A. T'Kindt – Pierre Allemane, F. Matthey – Graham, Goubeault, A. Tunmer – André Puget, J. Zeiger, Gorse, Raoul Matthey, Hély | Terrain de Bécon, Bécon-les-Bruyères Arbitrage : Jack Wood | Terrain de Bécon, Bécon-les-Bruyères Arbitrage : Jack Wood |